# Râul Androchiel
Râul Androchiel sau Râul Androchel este un curs de apă, afluent al râului Hârtibaciu. Râul și-a luat numele de la fostul sat Androchel, distrus cu câteva secole în urmă.